# NGC 43

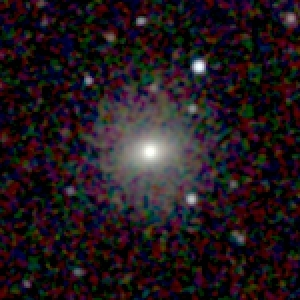
NGC 43 par 2MASS (proche-infrarouge)

NGC 43 est une galaxie lenticulaire située dans la constellation d'Andromède. Elle a été découverte par l'astronome britannique John Herschel en 1827.

## Caractéristiques
Sa vitesse par rapport au fond diffus cosmologique est de 4 457 ± 25 km/s, ce qui correspond à une distance de Hubble de 65,4 ± 4,6 Mpc (∼213 millions d'al).

## Groupe de NGC 43
NGC 43 est le principal membre d'un groupe d'au moins trois galaxies qui porte son nom. Le groupe de NGC 43 comprend les galaxies NGC 39 et CGCG 0011.3+3037 (UGC 130).